# Шерм-Муджавван
Шерм-Муджавва́н — бухта, розташована в східній частині затоки Акаба Червоного моря. Розташована в межах Саудівської Аравії. Складається з двох частин. Має великий острів в зовнішній частині. Поширені рифи.
| Саудівська Аравія | Це незавершена стаття з географії Саудівської Аравії. Ви можете допомогти проєкту, виправивши або дописавши її. |